# Église Saint-Michel d'Escalada
San Miguel de Escalada est une église située dans la municipalité de Gradefes en Espagne, dans la communauté autonome de  Castille-et-León, province de León, à 30 km au sud-sud-est de la ville de León.
Ce monastère désaffecté se dresse dans un site aride, hors du Camino francés de l'actuel pèlerinage de Saint-Jacques-de-Compostelle, au nord-est de son passage par Mansilla de las Mulas.

## Histoire
Sous le règne de Muhammad Ier (852-886), émir de Cordoue, les chrétiens d'Al-Andalus furent persécutés et n'eurent d'alternative que de se convertir ou de fuir vers le nord de la péninsule ibérique. C'est ainsi que sous le règne du roi des Asturies Alphonse III (866-910), une communauté de moines venue de Cordoue, probablement placée sous la règle de saint Isidore de Séville, fonde le monastère de San Miguel de la Escalada, sur des terres cédées par le souverain. Sous l'autorité de leur abbé Alfonso, une église est aussitôt et rapidement construite, sur les ruines d'une église wisigothe placée sous le vocable de l'archange saint Michel.
Une nouvelle église fut consacrée par l'évêque d'Astorga, le 20 novembre 951 de l’ère Hispanique ou 913 de l’ère latine, le sanctuaire primitif étant devenu trop exigu, face à  l'augmentation de l'effectif du monastère.
Au milieu du XIe siècle, alors que la communauté adopte la règle de saint Benoît, l'église subit de nouvelles transformations. La galerie extérieure est datée de 1050 et s'inspire de l'architecture islamique (arcs outrepassés, colonnes polies) et chrétienne (sculpture des chapiteaux). La tour-clocher, toujours du XIe siècle, est quant à elle romane.
C’est pour l'abbé Victor de ce monastère, vers 940-945, que le célèbre «archipictor» Magius a réalisé sans doute au Monastère de San Salvador de Tábara (es) un exemplaire du Beatus de Liébana (commentaire de l'Apocalypse de saint Jean) conservé actuellement à la Pierpont Morgan Library. 

## L'église

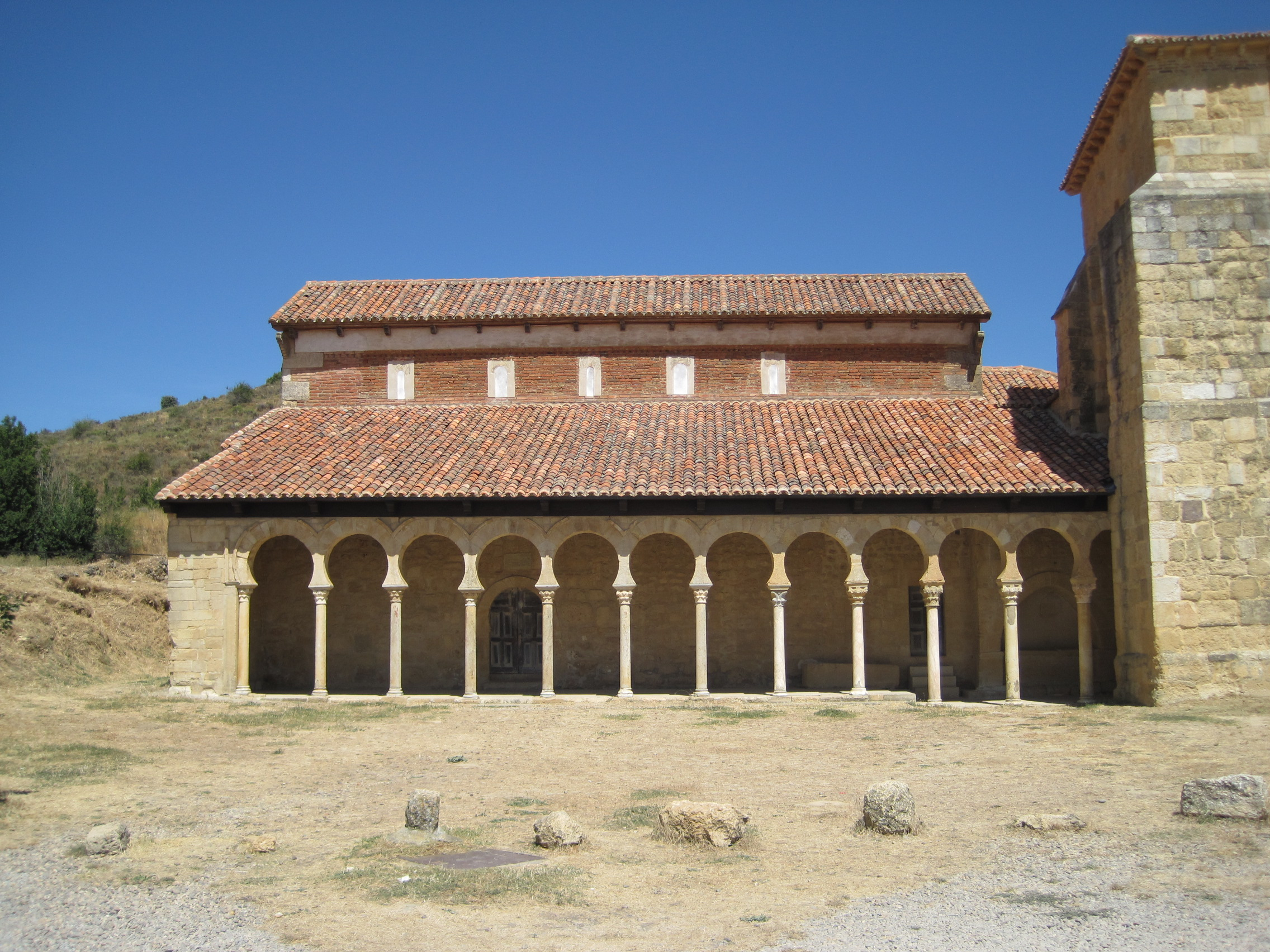
La galerie porche

### La galerie-porche
L'entrée est située au sud, derrière la galerie-porche à arcades outrepassées (inspirées du style des Omeyyades d'Espagne) édifiée vers 930. Le porche atteint une « grâce aérienne » grâce aux douze arcs en fer à cheval, que l'on retrouvera dans des manuscrits du Commentaire sur l'Apocalypse de Beatus de Liébana. 

Le nombre de douze arcs rappelle peut-être les douze portes de la Jérusalem nouvelle dans l'Apocalypse, témoignant du souffle nouveau qui inspire, dès le Xe siècle, l'architecture des chrétiens du nord de l'Espagne.

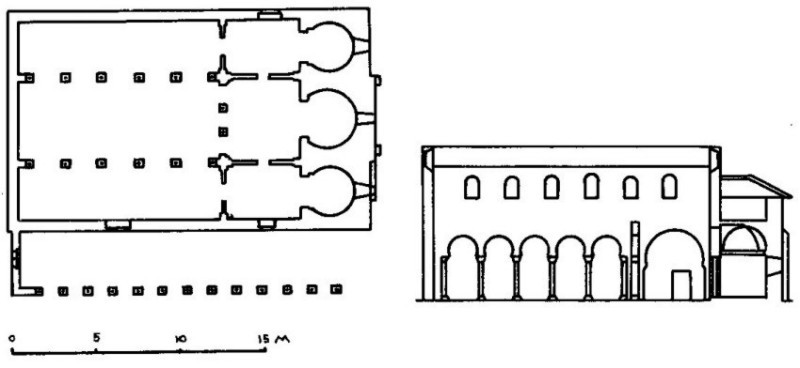
Plan au sol et coupe longitudinale.

### L’intérieur
Le plan est basilical avec trois nefs et six travées couvertes d’une charpente de bois. Sur celle du côté chevet, la plus large, qui fait office de transept, un portique de trois arcades mène à trois absides voûtées. Ce portique est surmonté d'une balustrade sculptée en méplat de motifs d'influence wisigothe (oiseau picorant et grappe de raisin) et islamique (feuillages stylisés).
Ces trois absides, qui ont un plan en forme de fer à cheval, pourraient rappeler les mihrabs des mosquées espagnoles contemporaines. L'art mozarabe, c’est-à-dire l'art des chrétiens vivant en al-Andalus, utilise de même la forme en fer à cheval, et pourrait avoir directement influé sur l'architecture de l'église.
La nef centrale est surélevée par deux arcades à arcs outrepassés, que supportent des colonnes dont plusieurs sont des remplois antiques. Dans les murs gouttereaux s'ouvrent des fenêtres qui éclairent généreusement l'espace. La lumière pénètre à flots par la porte d'entrée située au sud. L'espace interne est cloisonné par des murs-bahuts et des arcades. À droite, se trouve un jubé que devaient clore des rideaux pendant le sacrifice de la messe.
Malgré ses faibles dimensions, cet édifice donne l’impression d'un foisonnement de colonnes, un peu à la manière de la grande mosquée hypostyle de Cordoue. Cette église étant l’œuvre de moines venant précisément de la capitale de l'émirat, la réminiscence n'est sans doute pas l'effet du hasard. 

## Protection
L'église fait l’objet d’un classement en Espagne au titre de bien d'intérêt culturel depuis le 28 février 1886.